# Parki narodowe w Danii
Parki narodowe w Danii – obszary prawnie chronione na terenie Królestwa Danii, wyróżniające się szczególnymi walorami przyrodniczymi lub krajobrazowymi.
Na terenie Królestwa Danii znajduje się sześć parków narodowych – pięć w Danii właściwej i jeden na Grenlandii (stan na 2018 rok). Park Narodowy Grenlandii jest największym parkiem narodowym na świecie.

## Historia
Prawo o parkach narodowych na terenie Danii (nieobowiązujące na terenie Grenlandii i Wysp Owczych) uchwalono 24 maja 2007 roku.
Pierwszy park na terenie Danii – Park Narodowy Thy – utworzono 22 sierpnia 2008 roku. Do 2018 roku powstały kolejne cztery parki.
Na Grenlandii pierwszy i jak dotąd jedyny park – Park Narodowy Grenlandii został utworzony w 1974 roku i jest to największy park narodowy na świecie.

## Parki narodowe
Poniższa tabela przedstawia duńskie i grenlandzkie parki narodowe (stan na 2018 rok):
Nazwa parku narodowego – polska nazwa wraz z nazwą w języku duńskim, a w przypadku Grenlandii także w języku grenlandzkim;
 Rok – rok utworzenia parku, poszerzenia jego granic;
Powierzchnia – powierzchnia parku w km²;
Położenie – region;
Uwagi – informacje na temat statusu rezerwatu biosfery UNESCO, posiadanych certyfikatów, przyznanych nagród i wyróżnień międzynarodowych itp.
     Światowe dziedzictwo UNESCO
| Lp. | Zdjęcie | Nazwa parku narodowego                                                                   | Rok       | Powierzchnia [km²] | Położenie          | Uwagi                                       |
| --- | ------- | ---------------------------------------------------------------------------------------- | --------- | ------------------ | ------------------ | ------------------------------------------- |
| 1.  |         | Park Narodowy Grenlandii Grønlands Nationalpark Kalaallit Nunaanni nuna eqqissisimatitaq | 1974 1988 | 972 000            | Grenlandia         | Rezerwat biosfery UNESCO w latach 1977–2018 |
| 2.  |         | Park Narodowy Thy Nationalpark Thy                                                       | 2008      | 244                | Jutlandia Północna |                                             |
| 3.  |         | Park Narodowy Mols Bjerge Nationalpark Mols Bjerge                                       | 2009      | 180                | Jutlandia Środkowa |                                             |
| 4.  |         | Park Narodowy Morza Wattowego Nationalpark Vadehavet                                     | 2010      | 1 459              | Dania Południowa   | Światowe dziedzictwo UNESCO                 |
| 5.  |         | Park Narodowy Skjoldungernes Land Nationalpark Skjoldungernes Land                       | 2015      | 170                | Zelandia           |                                             |
| 6.  |         | Park Narodowy Kongernes Nordsjælland Nationalpark Kongernes Nordsjælland                 | 2018      | 262,5              | Region Stołeczny   |                                             |